# Campeonato Mundial de Patinaje Artístico sobre Hielo de 1994
El LXXXIV Campeonato Mundial de Patinaje Artístico se realizó en Chiba (Japón) entre el 22 y el 26 de marzo de 1994 bajo la organización de la Unión Internacional de Patinaje sobre Hielo (ISU) y la Federación Japonesa de Patinaje sobre Hielo. 
Las competiciones se efectuaron en las instalaciones de la Makuhari Messe de la ciudad japonesa. 

## Resultados

### Masculino
| Puesto | Nombre                 | País    | Puntos |
| ------ | ---------------------- | ------- | ------ |
| Oro    | Elvis Stojko           | Canadá  | 1,5    |
| Plata  | Philippe Candeloro     | Francia | 3,0    |
| Bronce | Viacheslav Zagorodniuk | Ucrania | 4,5    |

### Femenino
| Puesto | Nombre           | País     | Puntos |
| ------ | ---------------- | -------- | ------ |
| Oro    | Yuka Sato        | Japón    | 1,5    |
| Plata  | Surya Bonaly     | Francia  | 3,0    |
| Bronce | Tanja Szewczenko | Alemania | 5,0    |

### Parejas
| Puesto | Nombre                            | País   | Puntos |
| ------ | --------------------------------- | ------ | ------ |
| Oro    | Yevgenia Shishkova / Vadim Naumov | Rusia  | 1,5    |
| Plata  | Isabelle Brasseur / Lloyd Eisler  | Canadá | 3,0    |
| Bronce | Marina Yeltsova / Andrei Bushkov  | Rusia  | 4,5    |

### Danza en hielo
| Puesto | Nombre                            | País      | Puntos |
| ------ | --------------------------------- | --------- | ------ |
| Oro    | Oxana Grishuk / Yevgeni Platov    | Rusia     | 2,0    |
| Plata  | Sophie Moniotte / Pascal Lavanchy | Francia   | 4,0    |
| Bronce | Susanna Rahkamo / Petri Kokko     | Finlandia | 6,0    |

## Medallero
| Núm. | País      | Oro | Plata | Bronce | Total |
| ---- | --------- | --- | ----- | ------ | ----- |
| 1    | Rusia     | 2   | 0     | 1      | 3     |
| 2    | Canadá    | 1   | 1     | 0      | 2     |
| 3    | Japón     | 1   | 0     | 0      | 1     |
| 4    | Francia   | 0   | 3     | 0      | 3     |
| 5    | Alemania  | 0   | 0     | 1      | 1     |
| 5    | Finlandia | 0   | 0     | 1      | 1     |
| 5    | Ucrania   | 0   | 0     | 1      | 1     |
|      | TOTAL     | 4   | 4     | 4      | 12    |

| Predecesor: Estados Unidos 1993 | Campeonato Mundial de Patinaje Artístico sobre Hielo 1994 | Sucesor: Reino Unido 1995 |

- Datos: Q1319144